# UCI Women's WorldTour 2020
L'UCI Women's WorldTour 2020 és la quarta edició de la competició femenina de ciclisme de carretera més important a nivell mundial.
El calendari es compon de 22 curses, essent la primera la Cadel Evans Great Ocean Road Race, celebrada a Austràlia l'1 de febrer, i la darrera la Ceratizit Challenge by La Vuelta, disputat a Espanya entre el 6 i 8 de novembre.
Degut a la COVID-19 la meitat de les proves van ser anul·lades.
S'atorguen premis per a la classificació individual general, la classificació individual sub-23 i la classificació per equips.

## Equips
Fins al 2019 els equips femenins pertanyien a una divisió única. Per aquest any 8 equips van aconseguir entrar en la nova màxima categoria UCI World Team Femenina, amb la participació obligatòria a les curses de màxima categoria. Els 7 equips de segona divisió amb major puntuació van obtindre invitació a totes les curses d'aquest circuit. No obstant, aquest equips podien renunciar pel que hi podia haver-hi invitacions extres per a altres equips. També podien participar seleccions nacionals però sense invitació assegurada, aquests, com tots els equips tenien dret a puntuació.
Per a la temporada 2020 els equips UCI Women’s WorldTeam van ser 8:
| Codi UCI | Nom                                | País          |
| -------- | ---------------------------------- | ------------- |
| ALE      | Alé BTC Ljubljana                  | Itàlia        |
| CSR      | Canyon Sram Racing                 | Alemanya      |
| CCC      | CCC-Liv                            | Països Baixos |
| FDJ      | FDJ Nouvelle Aquitaine Futuroscope | França        |
| MTS      | Mitchelton Scott                   | Austràlia     |
| MOV      | Movistar Team                      | Espanya       |
| SUN      | Team Sunweb                        | Països Baixos |
| TFS      | Trek-Segafredo Women               | Estats Units  |

## Competicions
Aquestes van ser les competicions per a la temporada 2020:
| 1 de feb            | 1  | Cadel Evans Great Ocean Road Race Women  | Liane Lippert               | Arlenis Sierra Cañadilla           | Amanda Spratt        | Liane Lippert        |
| 15 de març          | 2  | Tour de Drenthe femení                   | suspesa                     |                                    |                      |                      |
| 2 de juny           | 3  | Trofeu Alfredo Binda-Comune di Cittiglio | suspesa                     |                                    |                      |                      |
| 8 – 13 de juny      | 4  | Volta a la Gran Bretanya femenina        | suspesa                     |                                    |                      |                      |
| 1 de ago            | 5  | Strade Bianche Donne                     | Annemiek van Vleuten        | Margarita Victoria García Cañellas | Leah Thomas          | Liane Lippert        |
| 8 de ago            | 6  | Open de Suède Vårgårda CRE               | suspesa                     |                                    |                      |                      |
| 9 de ago            | 7  | Open de Suède Vårgårda CL                | suspesa                     |                                    |                      |                      |
| 13 – 16 de agost    | 8  | Ladies Tour of Norway                    | suspesa                     |                                    |                      |                      |
| 26 de ago           | 9  | Gran Premi de Plouay Bretagne            | Lizzie Deignan              | Elizabeth Banks                    | Chiara Consonni      | Liane Lippert        |
| 29 de ago           | 10 | La Course by Le Tour de France           | Lizzie Deignan              | Marianne Vos                       | Demi Vollering       | Lizzie Deignan       |
| 1 – 6 de setembre   | 11 | Simac Ladies Tour                        | suspesa                     |                                    |                      |                      |
| 11 – 19 de setembre | 12 | Giro d'Itàlia femení                     | Anna van der Breggen        | Katarzyna Niewiadoma               | Elisa Longo Borghini | Lizzie Deignan       |
| 30 de set           | 13 | Fletxa Valona femenina                   | Anna van der Breggen        | Cecilie Uttrup Ludwig              | Demi Vollering       | Anna van der Breggen |
| 4 de oct            | 14 | Lieja-Bastogne-Lieja femenina            | Lizzie Deignan              | Grace Brown                        | Ellen van Dijk       | Lizzie Deignan       |
| 10 de oct           | 15 | Amstel Gold Race femenina                | suspesa                     |                                    |                      |                      |
| 11 de oct           | 16 | Gant-Wevelgem femenina                   | Jolien D'Hoore              | Lotte Kopecky                      | Lisa Brennauer       | Lizzie Deignan       |
| 18 de oct           | 17 | Tour de Flandes femení                   | Chantal van den Broek-Blaak | Amy Pieters                        | Lotte Kopecky        | Lizzie Deignan       |
| 20 de oct           | 18 | Clàssica Bruges-De Panne femenina        | Lorena Wiebes               | Lisa Brennauer                     | Lotte Kopecky        | Lizzie Deignan       |
| 23 – 25 de octubre  | 19 | Tour de l'illa de Chongming              | suspesa                     |                                    |                      |                      |
| 25 de oct           | 20 | Paris-Roubaix Femmes                     | suspesa                     |                                    |                      |                      |
| 6 – 8 de novembre   | 21 | Ceratizit Challenge by La Vuelta         | Lisa Brennauer              | Elisa Longo Borghini               | Lorena Wiebes        | Lizzie Deignan       |
| 10 de nov           | 22 | Tour de Guangxi femení                   | suspesa                     |                                    |                      |                      |

## Puntuació
Totes les curses atorgaven punts per a l'UCI World Ranking Femení, incloent a totes les ciclistes dels equips de categoria UCI Team Femení.
El barem de puntuació era el mateix per a totes les curses, però a les curses per etapes (2.WWT), s'atorgaven punts addicionals per les victòries d'etapa i per vestir el maillot de líder de la classificació general:
| Posició              | 1.ª | 2.ª | 3.ª | 4.ª | 5.ª | 6.ª | 7.ª | 8.ª | 9.ª | 10.ª | 11.ª | 12.ª | 13.ª | 14.ª | 15.ª | 16.ª-30.ª | 31.ª-40.ª |
| Clasificació general | 200 | 150 | 125 | 100 | 85  | 70  | 60  | 50  | 40  | 35   | 30   | 25   | 20   | 15   | 10   | 5         | 3         |
| Per etapa            | 25  | 20  | 18  | 16  | 14  | 12  | 10  | 8   | 6   | 4    |      |      |      |      |      |           |           |
| Líder                | 5   |     |     |     |     |     |     |     |     |      |      |      |      |      |      |           |           |

## Classificacions
Aquestes són les classificacions: Nota: veure

### Classificació individual
| Classificació per punts | Classificació per punts | Classificació per punts            | Classificació per punts | Classificació per punts |
| Ciclista                | Ciclista                | Equip                              | Punts                   |                         |
| ----------------------- | ----------------------- | ---------------------------------- | ----------------------- | ----------------------- |
| 1r                      | Lizzie Deignan          | Trek-Segafredo                     | 1622 pts                |                         |
| 2n                      | Elisa Longo Borghini    | Trek-Segafredo                     | 1567 pts                |                         |
| 3r                      | Lisa Brennauer          | Ceratizit-WNT Pro Cycling          | 1424 pts                |                         |
| 4t                      | Anna van der Breggen    | Boels Dolmans                      | 1221 pts                |                         |
| 5è                      | Lotte Kopecky           | Lotto Soudal Ladies                | 1050 pts                |                         |
| 6è                      | Marianne Vos            | CCC-Liv                            | 974 pts                 |                         |
| 7è                      | Annemiek van Vleuten    | Mitchelton-Scott                   | 926 pts                 |                         |
| 8è                      | Demi Vollering          | Parkhotel Valkenburg               | 856 pts                 |                         |
| 9è                      | Liane Lippert           | Sunweb                             | 838 pts                 |                         |
| 10è                     | Cecilie Uttrup Ludwig   | FDJ-Nouvelle Aquitaine-Futuroscope | 832 pts                 |                         |

### Classificació per equips
Aquesta classificació es calcula sumant els punts de les corredores de cada equip o selecció en cada cursa. Els equips amb el mateix nombre de punts es classifiquen d'acord amb la seva corredora més ben classificada individualment.
| Classificació per equips | Classificació per equips           | Classificació per equips | Classificació per equips |
| Equip                    | Equip                              | Punts                    |                          |
| ------------------------ | ---------------------------------- | ------------------------ | ------------------------ |
| 1r                       | Trek-Segafredo                     | 4380 pts                 |                          |
| 2n                       | Boels Dolmans                      | 3177 pts                 |                          |
| 3r                       | Sunweb Women                       | 2876 pts                 |                          |
| 4t                       | Mitchelton-Scott                   | 2585 pts                 |                          |
| 5è                       | CCC-Liv                            | 2137 pts                 |                          |
| 6è                       | Canyon-SRAM Racing                 | 1961 pts                 |                          |
| 7è                       | Ceratizit-WNT Pro Cycling          | 1908 pts                 |                          |
| 8è                       | Bigla-Katusha                      | 1656 pts                 |                          |
| 9è                       | FDJ-Nouvelle Aquitaine-Futuroscope | 1558 pts                 |                          |
| 10è                      | Lotto Soudal Ladies                | 1326 pts                 |                          |

### Classificació sub-23
| Classificació de la millor jove | Classificació de la millor jove | Classificació de la millor jove    | Classificació de la millor jove | Classificació de la millor jove |
| Ciclista                        | Ciclista                        | Equip                              | Punts                           |                                 |
| ------------------------------- | ------------------------------- | ---------------------------------- | ------------------------------- | ------------------------------- |
| 1r                              | Liane Lippert                   | Sunweb                             | 28 pts                          |                                 |
| 2n                              | Mikayla Harvey                  | Bigla-Katusha                      | 22 pts                          |                                 |
| 3r                              | Marta Cavalli                   | Valcar-Travel & Service            | 14 pts                          |                                 |
| 4t                              | Lorena Wiebes                   | Parkhotel Valkenburg               | 10 pts                          |                                 |
| 5è                              | Juliette Labous                 | Sunweb                             | 8 pts                           |                                 |
| 6è                              | Elisa Balsamo                   | Valcar-Travel & Service            | 6 pts                           |                                 |
| 7è                              | Chiara Consonni                 | Valcar-Travel & Service            | 6 pts                           |                                 |
| 8è                              | Vittoria Guazzini               | Valcar-Travel & Service            | 6 pts                           |                                 |
| 9è                              | Uneken Lonneke                  | Boels Dolmans                      | 4 pts                           |                                 |
| 10è                             | Évita Muzic                     | FDJ-Nouvelle Aquitaine-Futuroscope | 4 pts                           |                                 |

## Evolució de les classificacions
| Cursa (Guanyadora)                                      | Classificació individual | Classificació per equips | Classificació sub-23 |
| ------------------------------------------------------- | ------------------------ | ------------------------ | -------------------- |
| Cadel Evans Great Ocean Road Race Women (Liane Lippert) | Liane Lippert            | Team Sunweb              | Liane Lippert        |
| Strade Bianche (Annemiek van Vleuten)                   | Liane Lippert            | Team Sunweb              | Liane Lippert        |
| Gran Premi de Plouay (Elizabeth Deignan)                | Liane Lippert            | Trek-Segafredo           | Liane Lippert        |
| La Course by Le Tour de France (Elizabeth Deignan)      | Elizabeth Deignan        | Trek-Segafredo           | Liane Lippert        |
| Giro d'Itàlia (Anna van der Breggen)                    | Elizabeth Deignan        | Trek-Segafredo           | Liane Lippert        |
| Fletxa Valona (Anna van der Breggen)                    | Anna van der Breggen     | Trek-Segafredo           | Liane Lippert        |
| Lieja-Bastogne-Lieja (Elizabeth Deignan)                | Elizabeth Deignan        | Trek-Segafredo           | Liane Lippert        |
| Gant-Wevelgem (Jolien D'Hoore)                          | Elizabeth Deignan        | Trek-Segafredo           | Liane Lippert        |
| Tour de Flandes (Chantal van den Broek-Blaak)           | Elizabeth Deignan        | Trek-Segafredo           | Liane Lippert        |
| Classic Bruges-De Panne (Lorena Wiebes)                 | Elizabeth Deignan        | Trek-Segafredo           | Liane Lippert        |
| Ceratizit Challenge by La Vuelta (Lisa Brennauer)       | Elizabeth Deignan        | Trek-Segafredo           | Liane Lippert        |
| Final                                                   | Elizabeth Deignan        | Trek-Segafredo           | Liane Lippert        |